# Igor Maslennikov
Igor Fiodorovici Maslennikov (în rusă И́горь Фёдорович Ма́сленников; n. 26 octombrie 1931, Nijni Novgorod, RSFS Rusă, URSS – d. 17 septembrie 2022, Sankt Petersburg, Rusia) a fost un regizor rus. A regizat 6 filme cu Sherlock Holmes (Seria Aventurile lui Sherlock Holmes și ale dr. Watson).

## Filmografie
- 1981 Câinele din Baskerville (Приключения Шерлока Холмса и доктора Ватсона: Собака Баскервилей)
- 1982 Dama de pică (Пиковая дама)